# Primer ministre de Mongòlia

Blasó de Mongòlia.

Aquesta és la llista dels primers ministres de Mongòlia de 1912 fins a l'actualitat.
|    | Nom                                   | Començament del mandat | Fi del mandat          | Partit                        |
| -- | ------------------------------------- | ---------------------- | ---------------------- | ----------------------------- |
| 1  | Sain Noyon Khan Namnansüren           | novembre de 1912       | abril de 1919          | sense partit                  |
| 2  | Gonchigjalzangiin Badamdorj           | abril de 1919          | 15 de febrer de 1921   |                               |
| 3  | Khatan-Baatar Sandagdorjiyn Maksarjav | 15 de febrer de 1921   | 13 de març de 1921     | sense partit                  |
| 4  | Dambyn Chadarjav                      | 13 de març de 1921     | 16 d'abril de 1921     | Partit del Poble de Mongòlia  |
| 5  | Dogsomyn Bodoo                        | 16 d'abril de 1921     | 7 de gener de 1922     | Partit del Poble de Mongòlia  |
| 6  | Jalkhanz Khutagt Sodnomyn Damdinbazar | 3 de març de 1922      | 23 de juny de 1923     | Partit del Poble de Mongòlia  |
| 7  | Balingiyn Tserendorj Beyse            | 28 de setembre de 1923 | 13 de febrer de 1928   | Partit del Poble de Mongòlia  |
| 8  | Agdanbuugiyn Amar (1è vegada)         | 21 de febrer de 1928   | 27 d'abril de 1930     | Partit del Poble de Mongòlia  |
| 9  | Tsengeltiyn Jigjidav                  | 27 d'abril de 1930     | 2 de juliol de 1932    | Partit del Poble de Mongòlia  |
| 10 | Peljidiyn Genden                      | 2 de juliol de 1932    | 2 de març de 1936      | Partit del Poble de Mongòlia  |
| 11 | Agdanbuugiyn Amar (2è vegada)         | 22 de març de 1936     | 7 de març de 1939      | Partit del Poble de Mongòlia  |
| 12 | Horloogiyn Choybalsan                 | 24 de març de 1939     | 26 de gener de 1952    | Partit del Poble de Mongòlia  |
| 13 | Yumjaagiyn Tsedenbal                  | 26 de gener de 1952    | 11 de juny de 1974     | Partit del Poble de Mongòlia  |
| 14 | Jambyn Batmönh                        | 11 de juny de 1974     | 12 de desembre de 1984 | Partit del Poble de Mongòlia  |
| 15 | Dumaagiyn Sodnom                      | 12 de desembre de 1984 | 21 de març de 1990     | Partit del Poble de Mongòlia  |
| 16 | Sharavyn Gungaadorj                   | 21 de març de 1990     | 11 de setembre de 1990 | Partit del Poble de Mongòlia  |
| 17 | Dashiyn Byambasüren                   | 11 de setembre de 1990 | 21 de juliol de 1992   | Partit del Poble de Mongòlia  |
| 18 | Puntsagiyn Jasray                     | 21 de juliol de 1992   | 19 de juliol de 1996   | Partit del Poble de Mongòlia  |
| 19 | Mendsayhany Enkhsaikhan               | 19 de juliol de 1996   | 23 d'abril de 1998     | Partit Democràtic de Mongòlia |
| 20 | Tsakhiagiyn Elbegdorj (1è vegada)     | 23 d'abril de 1998     | 9 de desembre de 1998  | Partit Democràtic de Mongòlia |
| 21 | Janlavyn Narantsatsralt               | 9 de desembre de 1998  | 22 de juliol de 1999   | Partit Democràtic de Mongòlia |
| 22 | Nyam-Osoryn Tuyaa (interí)            | 22 de juliol de 1999   | 30 de juliol de 1990   | Partit Democràtic de Mongòlia |
| 23 | Rinchinnyamyn Amarjargal              | 30 de juliol de 1999   | 26 de juliol de 2000   | Partit Democràtic de Mongòlia |
| 24 | Nambaryn Enkhbayar                    | 26 de juliol de 2000   | 20 d'agost de 2004     | Partit del Poble de Mongòlia  |
| 25 | Tsakhiagiyn Elbegdorj (2è vegada)     | 20 d'agost de 2004     | 11 de gener de 2006    | Partit Democràtic de Mongòlia |
| 26 | Miyeegombo Enkhbold                   | 25 de gener de 2006    | 22 de novembre de 2007 | Partit del Poble de Mongòlia  |
| 27 | Sanjaagiin Bayar                      | 22 de novembre de 2007 | 29 d'octubre de 2009   | Partit del Poble de Mongòlia  |
| 28 | Sükhbaataryn Batbold                  | 29 d'octubre de 2009   | 10 d'agost de 2012     | Partit del Poble de Mongòlia  |
| 29 | Norovyn Altankhuyag                   | 10 d'agost de 2012     | 21 de novembre de 2014 | Partit Democràtic de Mongòlia |
| 29 | Chimediin Saikhanbileg                | 21 de novembre de 2014 | 7 de juliol de 2016    | Partit Democràtic de Mongòlia |
| 28 | Jargaltulgyn Erdenebat                | 7 de juliol de 2016    | 27 de gener de 2012    | Partit del Poble de Mongòlia  |
| 29 | Luvsannamsrain Oyun-Erdene            | 27 de gener de 2012    | actualitat             | Partit del Poble de Mongòlia  |